# Píñar
Píñar és un municipi de la província de Granada. Es troba a una altura de 950 metres, amb una extensió de 122 km² i 1.376 habitants.